# Course de côte Saint-Ursanne - Les Rangiers
La Course de côte internationale Saint-Ursanne - Les Rangiers, également surnommée la Course des Rangiers, est une compétition automobile suisse, organisée par l'Association Sportive Automobile Saint-Ursanne - Les Rangiers (ASA Saint-Ursanne - les Rangiers) et disputée depuis 1926 au Clos du Doubs, dans le canton du Jura. Elle constitue depuis 1972 une étape du Championnat d'Europe de la montagne organisé par la FIA.

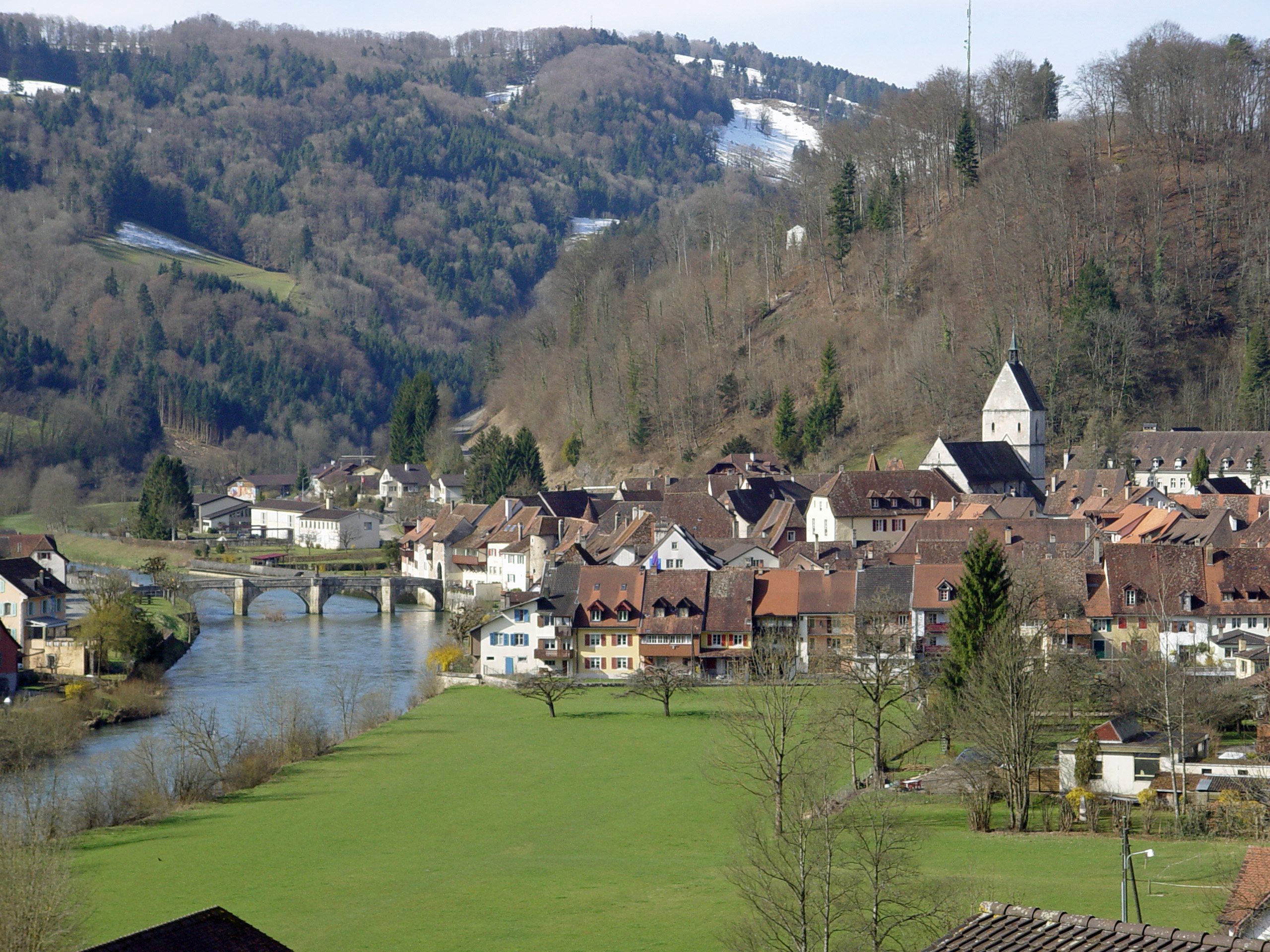
Saint-Ursanne.

## Histoire

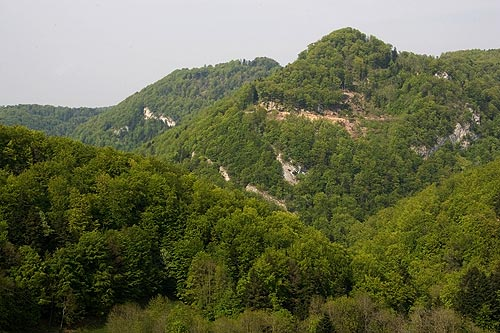
Le col des Rangiers.

Cette compétition voit le jour le 16 mai 1926, et son 70e départ a lieu en 2013 (restant la seule de Suisse admise en championnat continental depuis la fin de la course de côte Ollon - Villars après 1971). La première édition est parcourue sur un chemin non bitumé, entre le village de Develier et le Col des Rangiers.
De 1926 à 1929 elle se nomme la Course de côte Develier-Les Rangiers, puis elle devient internationale entre 1930 et 1939. Reconduite peu après la guerre en 1947 sa distance est alors d'environ 7 kilomètres jusqu'en 1955, mais la suppression du tronçon entre Porrentruy et Delémont pour cause de construction de la route cantonale la fait passer désormais par Saint-Ursanne et en réduit la longueur à 5,2 km. En 1956 elle redevient définitivement internationale. Durant les années 1960 viennent ainsi s'affronter des coureurs tels le suisse Jo Siffert (vainqueur devant plus de 30 000 personnes en 1965 sur Brabham BT11) ou l'écossais Jim Clark. 
À partir de 1967 la somme des temps des deux meilleurs parcours chronométrés en trois courses désigne le vainqueur. En 1972 le Championnat d'Europe de la montagne accueille pour la première fois la course, son vainqueur devenant aussi champion d'Europe la même année sur sa March 722. Se font alors également remarquer Clay Regazzoni, René Arnoux, Jacques Laffite, ou encore Henri Pescarolo et Marc Surer à la fin des années 1970.
L'édition 2020 est annulée en raison de la pandémie de Covid-19, tout comme l'édition 2021.

## Contexte

### Le tracé de la montée desRangiers
Depuis 1960 le trajet a peu changé. En 1977 la longueur de course est légèrement raccourcie, et depuis 1998 le départ est très proche du centre de St-Ursanne.  La distance mesure actuellement toujours un peu plus de cinq kilomètres, pour 350 m de dénivelé. La pente est de 7 % en moyenne, au plus de 11 %. Parmi les passages les plus délicats sont à citer Les Grippons (où le meilleur temps de passage donne déjà lieu à un challenge dans la course) et Le Garage. Plus de 15000 spectateurs sont souvent rassemblés tout le long du trajet.

### Vainqueurs notables
- 1926 :  Joseph Fleury (à 66km/h de moyenne) ;
- 1965, 1966, 1967 et 1968 :  Jo Siffert (4) ;
- 1971 et 1972 :  Xavier Perrot (2) ;
- 1979, 1982 et 1984 :  Marc Sourd ;
- 1981, 1986, 1994, 1995, 1996, 1997 et 1998 :  Fredy Amweg (7) ;
- 1983 :  Mauro Nesti ;
- 1985, 1987, 1988, 1989, 1990 et 1991 :  Marcel Tarrès (6) ;
- 1999 :  Pasquale Irlando ;
- 2002, 2004, 2006, 2007 et 2008 :  Lionel Régal (5) (décédé durant la course le 15 août 2010, sous la pluie au passage du Petit Malrang[3].) ;
- 2005 :  Georg Plasa ;
- 2009, 2012, 2013, 2014, 2015, 2016, 2017, 2018 et 2019 :  Simone Faggioli (9) ;
- 2022 :  Christian Merli

(nb : terminèrent aussi seconds de l'épreuve : Gérard Larrousse en 1971, Hervé Bayard en 1972, Pierre Maublanc en 1973 et 1975, Guy Fréquelin en 1979, Michel Pignard en 1980, et Christian Debias en 1986. La française Anne Baverey finit 2e en 1987 sur Martini Mk 43-VW, en 1989 sur Martini Mk 56-02, et en 1990 sur Martini Mk 56-BMW, ainsi que 3e en 1985 sur AGS-BMW)

## Palmarès et records

### Vainqueurs de laCourse des Rangiers
| Année              | Pilote                                                | Voiture                                               |
| ------------------ | ----------------------------------------------------- | ----------------------------------------------------- |
| 1926               | Joseph Fleury                                         | Salmson 1100                                          |
| 1927               | Edouard Probst                                        | Bugatti Type 35                                       |
| 1928               | Edouard Probst                                        | Bugatti Type 35                                       |
| 1930               | Hans Stuber                                           | Bugatti Type 35 C                                     |
| 1932               | Hans Stuber                                           | Bugatti Type 51                                       |
| 1934               | Hans Stuber                                           | Alfa Romeo 8C 2600 Monza                              |
| 1936               | Clemente Biondetti                                    | Alfa Romeo Tipo B/P3                                  |
| 1939               | Bernard Blancpain                                     | Maserati 4CM                                          |
| 1947               | Ernest Hurzler                                        | Maserati 6CM                                          |
| 1949               | Toulo de Graffenried                                  | Maserati 4CLT/48                                      |
| 1951               | Rudi Fischer                                          | Ferrari 212 F2                                        |
| 1955               | Willy Daetwyler                                       | Alfa Romeo 4500 K                                     |
| 1956               | Willy Daetwyler                                       | Ferrari 750 Monza                                     |
| 1959               | Heini Walter                                          | Porsche RSK                                           |
| 1961               | Heini Walter                                          | Porsche RS 61                                         |
| 1963 (20e édition) | Karl Foitek                                           | Lotus 23                                              |
| 1964               | Charles Vögele                                        | Brabham BT11                                          |
| 1965               | Jo Siffert                                            | Brabham BT11                                          |
| 1966               | Jo Siffert                                            | Cooper T81-Maserati V12                               |
| 1967               | Jo Siffert                                            | Lola T100 F2                                          |
| 1968               | Jo Siffert (cl.>2L.)                                  | Lotus 49B                                             |
| 1969               | Silvio Moser                                          | Brabham BT24                                          |
| 1970               | Silvio Moser                                          | Bellasi F1 70                                         |
| 1971               | Xavier Perrot                                         | March 712-M-FVA                                       |
| 1972 (Ch.Eur)      | Xavier Perrot                                         | March 732-BMW                                         |
| 1973               | Roland Salomon                                        | March 732-BMW                                         |
| 1974               | Roland Salomon                                        | March 732-BMW                                         |
| 1975               | Markus Hotz (pl)                                      | March 752-BMW                                         |
| 1976               | Mario Ketterer                                        | TOJ SC03                                              |
| 1977               | Markus Hotz (pl)                                      | March 762-BMW                                         |
| 1978               | Markus Hotz (pl)                                      | March 782-BMW                                         |
| 1979               | Marc Sourd                                            | Martini Mk.28-ROC 2.2                                 |
| 1980               | Patrick Studer                                        | March 802                                             |
| 1981               | Fredy Amweg                                           | Martini Mk 32-BMW                                     |
| 1982               | Marc Sourd                                            | Martini Mk 31-ROC (de)                                |
| 1983               | Mauro Nesti                                           | Osella PA9                                            |
| 1984               | Marc Sourd                                            | Martini Mk 43-BMW                                     |
| 1985               | Marcel Tarrès                                         | Martini Mk 43-BMW                                     |
| 1986               | Fredy Amweg                                           | Martini Mk 42-BMW                                     |
| 1987               | Marcel Tarrès                                         | Martini Mk 45-BMW                                     |
| 1988               | Marcel Tarrès                                         | Martini Mk 56-BMW                                     |
| 1989               | Marcel Tarrès                                         | Martini Mk 56-BMW                                     |
| 1990               | Marcel Tarrès                                         | Martini Mk 56-BMW                                     |
| 1991               | Marcel Tarrès                                         | Martini Mk 56-BMW                                     |
| 1992               | Jean-Daniel Murisier                                  | Martini Mk 56-BMW                                     |
| 1993 (50e édition) | Jean-Daniel Murisier                                  | Martini Mk 56-BMW                                     |
| 1994               | Fredy Amweg                                           | Lola T90/50-Mader (de)                                |
| 1995               | Fredy Amweg                                           | Lola T90/50-Mader                                     |
| 1996               | Fredy Amweg                                           | Lola F3000-Mader                                      |
| 1997               | Fredy Amweg                                           | Lola-Mader T94/50                                     |
| 1998               | Fredy Amweg                                           | Lola-Mader T94/50                                     |
| 1999               | Pasquale Irlando                                      | Osella PA20S-BMW                                      |
| 2000               | Walter Leitgeb                                        | Reynard 95 D                                          |
| 2001               | Roland Bossy                                          | Ralt F3000-RDMS                                       |
| 2002               | Lionel Régal                                          | Reynard 95 D                                          |
| 2003               | Roland Bossy                                          | Reynard 93 D                                          |
| 2004               | Lionel Régal                                          | Reynard 95 D                                          |
| 2005               | Georg Plasa                                           | BMW 320-V8 Judd                                       |
| 2006               | Lionel Régal                                          | Reynard 95 D                                          |
| 2007               | Lionel Régal                                          | Reynard 01L                                           |
| 2008               | Lionel Régal                                          | Reynard 01L                                           |
| 2009               | Simone Faggioli                                       | Osella FA30-Zytek                                     |
| 2010               | Marcel Steiner (course annulée)                       | Martini Mk 77-BMW                                     |
| 2011               | Marcel Steiner                                        | Osella FA30-Zytek                                     |
| 2012               | Simone Faggioli                                       | Osella FA30-Zytek                                     |
| 2013               | Simone Faggioli                                       | Osella FA30-Zytek                                     |
| 2014               | Simone Faggioli                                       | Norma M20FC 3L.                                       |
| 2015               | Simone Faggioli                                       | Norma M20FC 3L.                                       |
| 2016               | Simone Faggioli                                       | Norma M20FC 3L.                                       |
| 2017               | Simone Faggioli                                       | Norma M20FC 3L.                                       |
| 2018               | Simone Faggioli                                       | Norma M20FC 3L.                                       |
| 2019               | Simone Faggioli                                       | Norma M20FC 3L.                                       |
| 2020               | Courses annulées en raison de la pandémie de Covid-19 | Courses annulées en raison de la pandémie de Covid-19 |
| 2021               | Courses annulées en raison de la pandémie de Covid-19 | Courses annulées en raison de la pandémie de Covid-19 |
| 2022               | Christian Merli                                       | Osella FA30                                           |
| 2023               | Christian Merli                                       | Osella FA30                                           |
| 2024               | Christian Merli                                       | Osella FA30                                           |
| 2025               | Robin Faustini                                        | Nova NP01 EMAP Turbo                                  |

### Records
- Ascension la plus rapide : 1 min 39 s 201 (record réalisé par Christian Merli en 2022 sur une Osella FA30) à la moyenne de 188 km/h[5]
- Plus grand nombre de victoires : 9 (record réalisé par Simone Faggioli grâce à ses victoires en 2009, 2012, 2013, 2014, 2015, 2016, 2017, 2018 et 2019, précédemment 7 victoires pour Fredy Amweg (1981, 1986, 1994, 1995, 1996, 1997 et 1998)